# Madame Hyde
Pour les articles homonymes, voir Hyde et Docteur Jekyll et M. Hyde.
Pour plus de détails, voir Fiche technique et Distribution.
Madame Hyde est un film français réalisé par Serge Bozon et sorti en 2017. Il s'agit d'une libre adaptation du roman L'Étrange Cas du docteur Jekyll et de M. Hyde de Robert Louis Stevenson.

## Synopsis
Madame Géquil enseigne la physique dans un lycée professionnel. Elle subit chaque jour les frasques de ses collègues et de ses élèves. Après avoir été frappée par la foudre, sa personnalité se transforme peu à peu. Jusqu'où va la mener cette transformation ?

## Fiche technique
Sauf indication contraire, les informations mentionnées dans cette section peuvent être confirmées par la base de données cinématographiques IMDb,  présente dans la section « Liens externes ».
- Titre original : Madame Hyde
- Réalisation : Serge Bozon
- Scénario : Serge Bozon et Axelle Ropert, d’après de l'œuvre de Robert Louis Stevenson
- Photographie : Céline Bozon
- Décors : Laurie Colson
- Costumes : Delphine Capossela
- Cascades : Jérôme Gaspard et Alexandre Moreira
- Musique : Benjamin Esdraffo
- Production : Philippe Martin
- Direction de production : Nicolas Leclère
- Sociétés de production : Les Films Pelléas et Arte France Cinéma[1] ; SOFICA : Cinémage 11, Indéfilms 5, Soficinéma 13
- Société de distribution : Haut et Court (France)
- Budget : 4 640 000 euros[2]
- Pays de production :  France
- Langue originale : français
- Genre : comédie, fantastique
- Durée : 95 minutes
- Format : couleur — 35 mm (Fujifilm)[3] — 1,66:1
- Dates de sortie :
  - Suisse : 6 août 2017 (Festival international du film de Locarno)
  - France, Suisse romande : 28 mars 2018
  - Belgique : 4 avril 2018

## Distribution
- Isabelle Huppert : Marie Géquil
- Romain Duris : le proviseur
- José Garcia : Pierre Géquil
- Patricia Barzyk : la voisine
- Guillaume Verdier : le stagiaire
- Pierre Léon : l'inspecteur
- Karole Rocher : la collègue
- François Négret : le nouveau prof

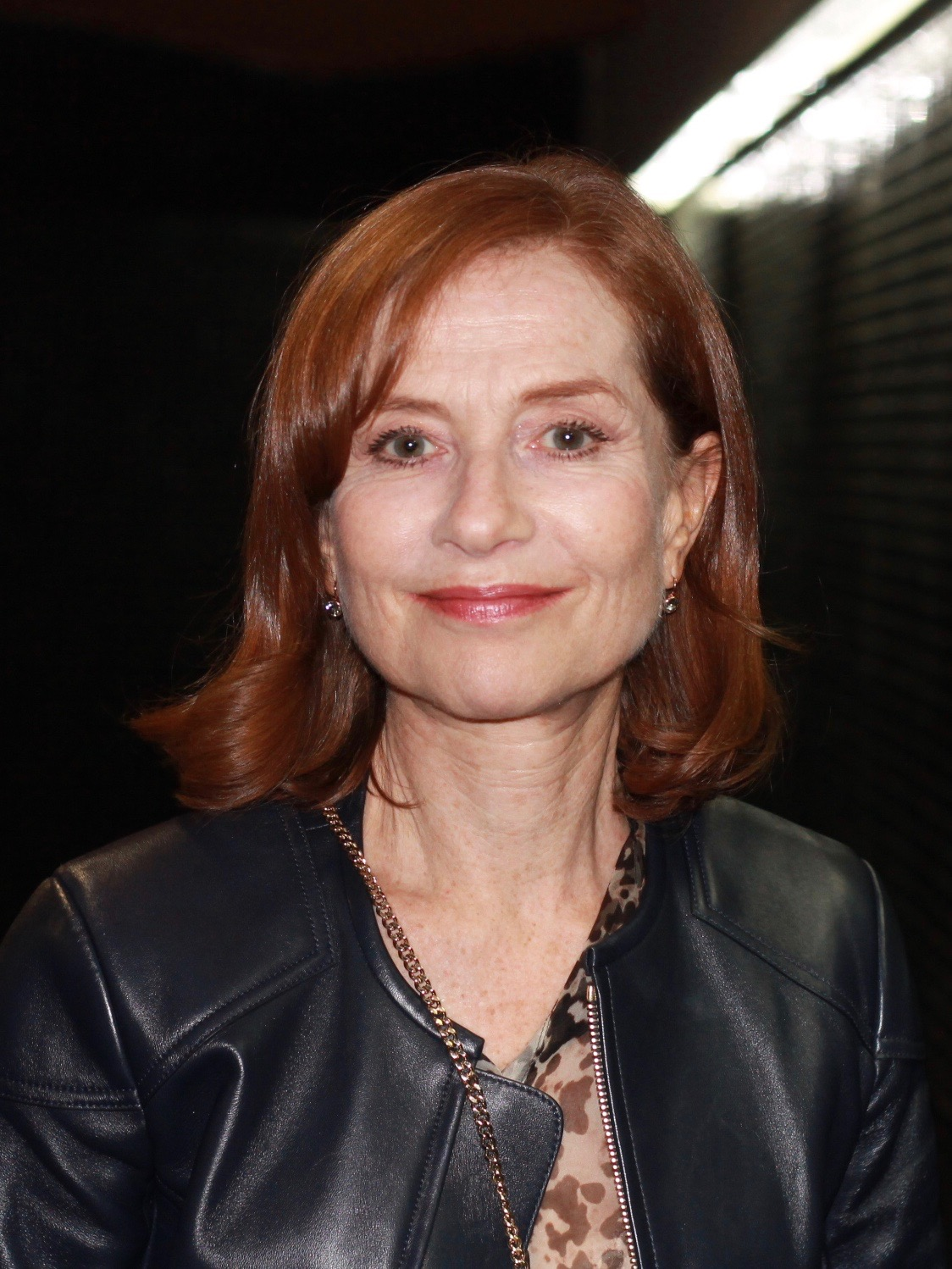
L'actrice principale, Isabelle Huppert, au Lisbon Film Festival de 2017.

- Charlotte Véry : la prof de français
- Adda Senani : Malik
- Roxane Arnal et Angèle Metzger : les déléguées de classe

## Production
Le film est publiquement annoncé en septembre 2015,.

### Attribution des rôles
Gérard Depardieu, initialement attaché au projet, a finalement laissé sa place à José Garcia.

### Lieux de tournage
- Auvergne-Rhône-Alpes :
  - Métropole de Lyon :
    - Lyon[6] : 8e arrondissement (Lycée Auguste et Louis Lumière) à partir du 21 septembre 2016
    - Oullins[7]
- Île-de-France :
  - Garges-lès-Gonesse[8]

## Accueil

### Box-office
Le film est un échec commercial, ne rapportant que 625 485 € pour 4 637 933 € de budget, soit un taux de rentabilité de 13 % seulement. Il totalise 91 883 entrées au cinéma en France.

## Distinctions
Le film est présenté en compétition au Festival international du film de Locarno 2017. L'actrice Isabelle Huppert y obtient le prix d'interprétation féminine.
Il est également présenté en avant-première au Festival du film de Belfort - Entrevues le 29 novembre 2017.